# Rejon bajewski
Rejon bajewski (ros. Баевский район) – rejon na terenie wchodzącego w skład Rosji syberyjskiego Kraju Ałtajskiego
Rejon leży w północno-zachodniej części Kraju Ałtajskiego i ma powierzchnię 2,74 tys. km². Na jego obszarze żyje ok. 13,5 tys. osób; całość populacji stanowi ludność wiejska, gdyż w skład tej jednostki podziału terytorialnego nie wchodzi żadne miasto. Ludność rejonu zamieszkuje w 15 wsiach.
Ośrodkiem administracyjnym rejonu jest  wieś Bajewo.
Rejon został utworzony w styczniu 1924 r.